# Aubusson (Creuse)
Aubusson is een gemeente in het Franse departement Creuse en telde op 1 januari 2022 3.036 inwoners, die Aubussonnais worden genoemd. De plaats is de onderprefectuur van het arrondissement Aubusson. In de gemeente ligt de spoorweghalte Aubusson.
De stad gaf haar naam aan het Aubussontapijt.

## Geografie
De oppervlakte van Aubusson bedroeg op 1 januari 2022 19,21 vierkante kilometer; de bevolkingsdichtheid was toen 158 inwoners per km².
De Creuse stroomt door de gemeente.
De onderstaande kaart toont de ligging van Aubusson met de belangrijkste infrastructuur en aangrenzende gemeenten.

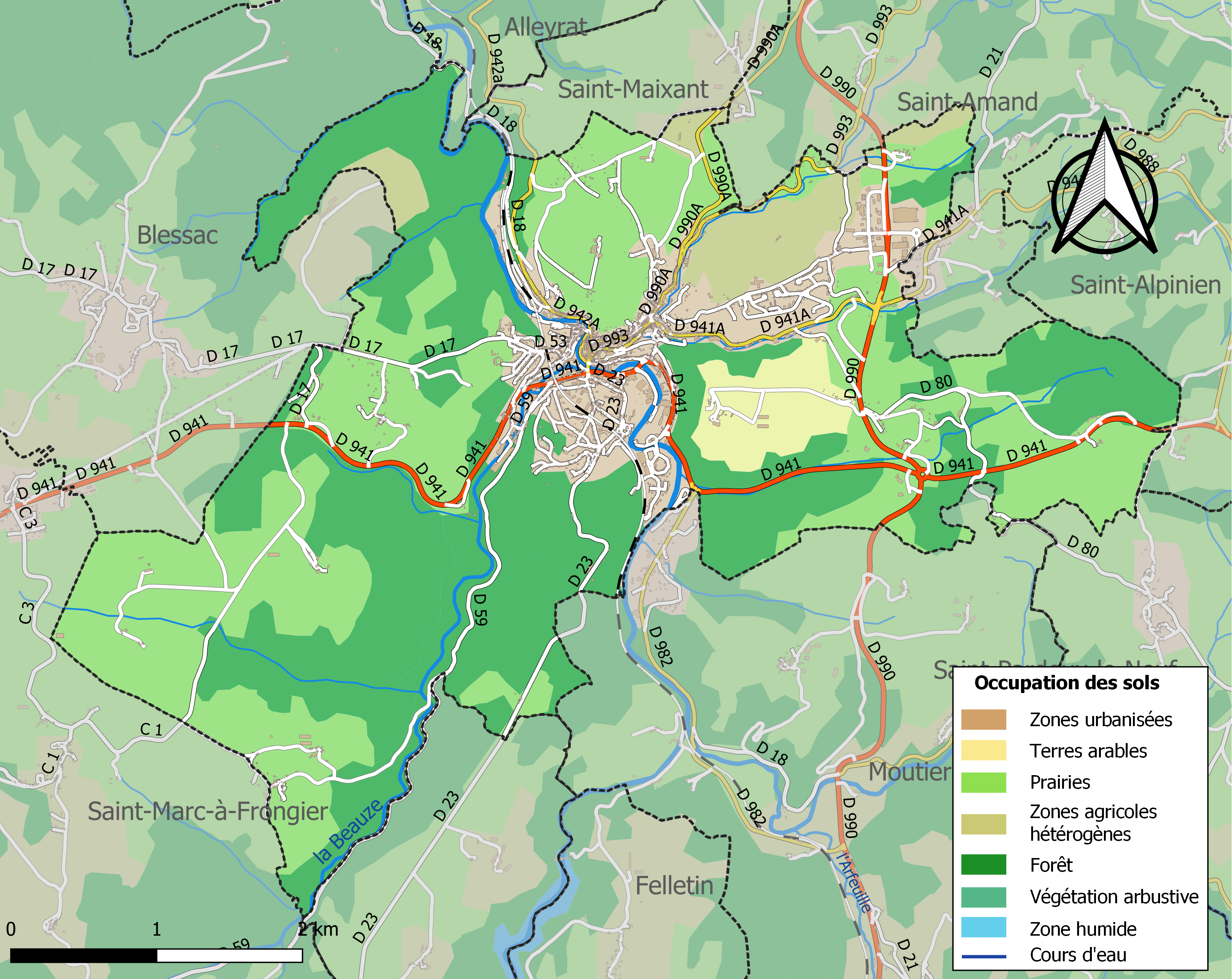

## Demografie
Onderstaande figuur toont het verloop van het inwonertal (bron: INSEE-tellingen).

## Geschiedenis
Tussen de 10e en de 13e eeuw lieten de burggraven van Aubusson een kasteel bouwen. Dit kasteel met een ovalen weermuur, vijf torens en een ophaalbrug werd in 1632 afgebroken op bevel van kardinaal de Richelieu. Zo wilde hij beletten dat de hugenoten zich in het kasteel konden verschansen. De stenen van het kasteel werden gebruikt voor de bouw van de brug over de Terrade en voor de bouw van huizen.

### Wandtapijten

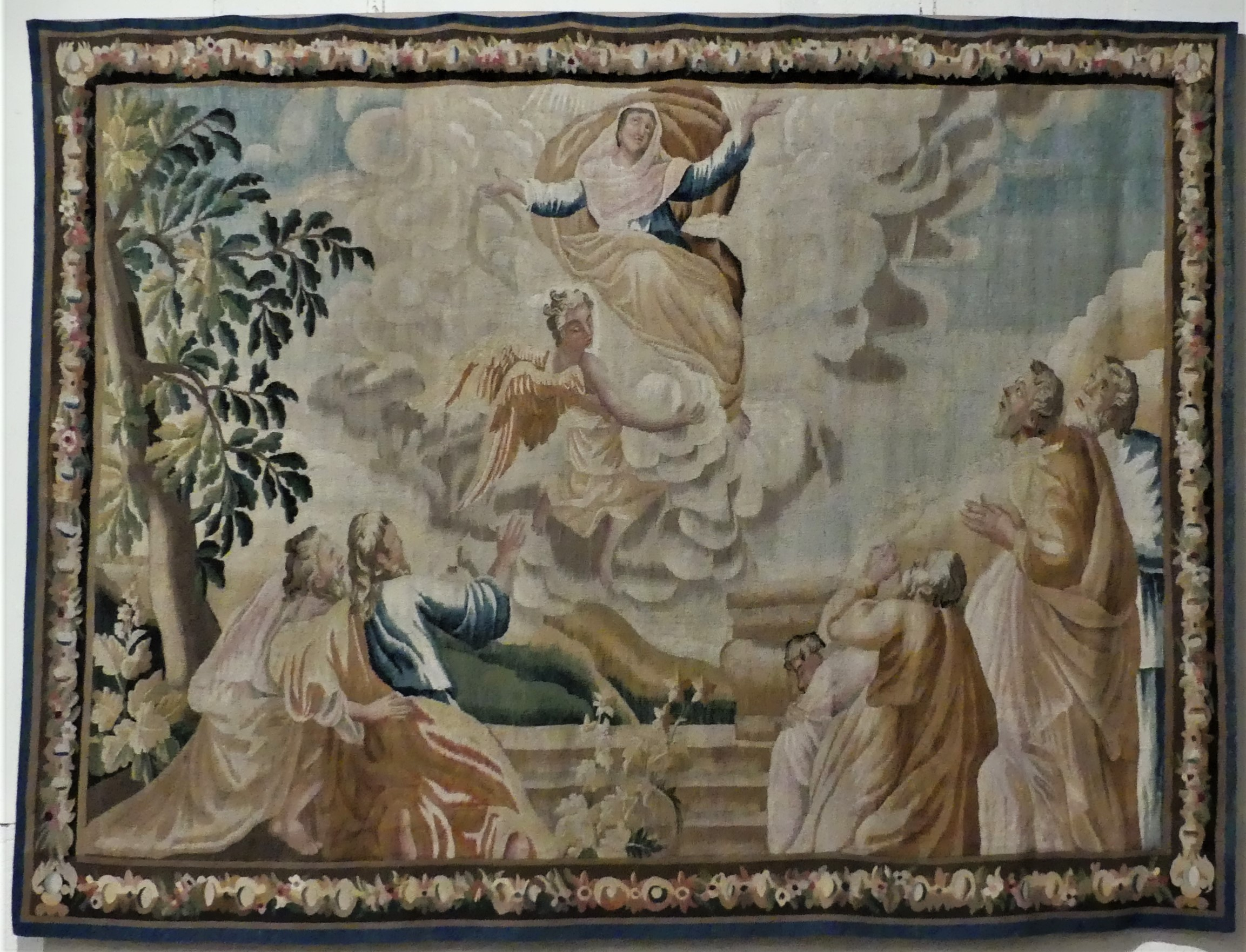
Aubussontapijt

Aubusson (en het enkele kilometers zuidelijker gelegen Felletin) is beroemd om zijn wandtapijten. De stad had al een traditie van lakennijverheid. Kennis en techniek zijn waarschijnlijk in de 15e eeuw afkomstig uit Vlaanderen. In de 16e en 17e eeuw bereikte de wandtapijtfabricatie zijn hoogtepunt. Jean-Baptiste Colbert verleende in 1665 de titel van Manufacture Royal aan de tapijtateliers van Aubusson. Omwille van de herroeping van het Edict van Nantes in 1685 is een aantal ambachtslieden die tot de protestantse gemeenschap behoorden gevlucht. Na de Franse Revolutie kende de industrie een inzinking, maar daarna leefde de productie weer op. Kleine ateliers maakten plaats voor enkele grotere ateliers. In 1884 werd de École Nationale d’Art Décoratif opgericht.

## Bezienswaardigheden
Van het middeleeuwse kasteel zijn maar enkele resten bewaard gebleven. Bezienswaardigheden in de stad zijn de kerk Sainte-Croix, de Tour de l'Horloge en de verschillende huizen met torens.
In 2009 werd de productie van het Aubussontapijt geplaatst op de lijst van immaterieel cultureel erfgoed van de UNESCO.Sinds 2016 is de Cité Internationale de la Tapisserie gevestigd in het volledig heringerichte gebouw van de ENAD (École Nationale de l'Art Decoratif), een belangrijk centrum voor onderzoek, documentatie en restauratie van wandtapijten in Aubusson.
Andere trekpleisters betreffende de productie van wandtapijten zijn:
- Maison du Tapissier
- Musée des cartons de tapisseries[4]

### Galerij

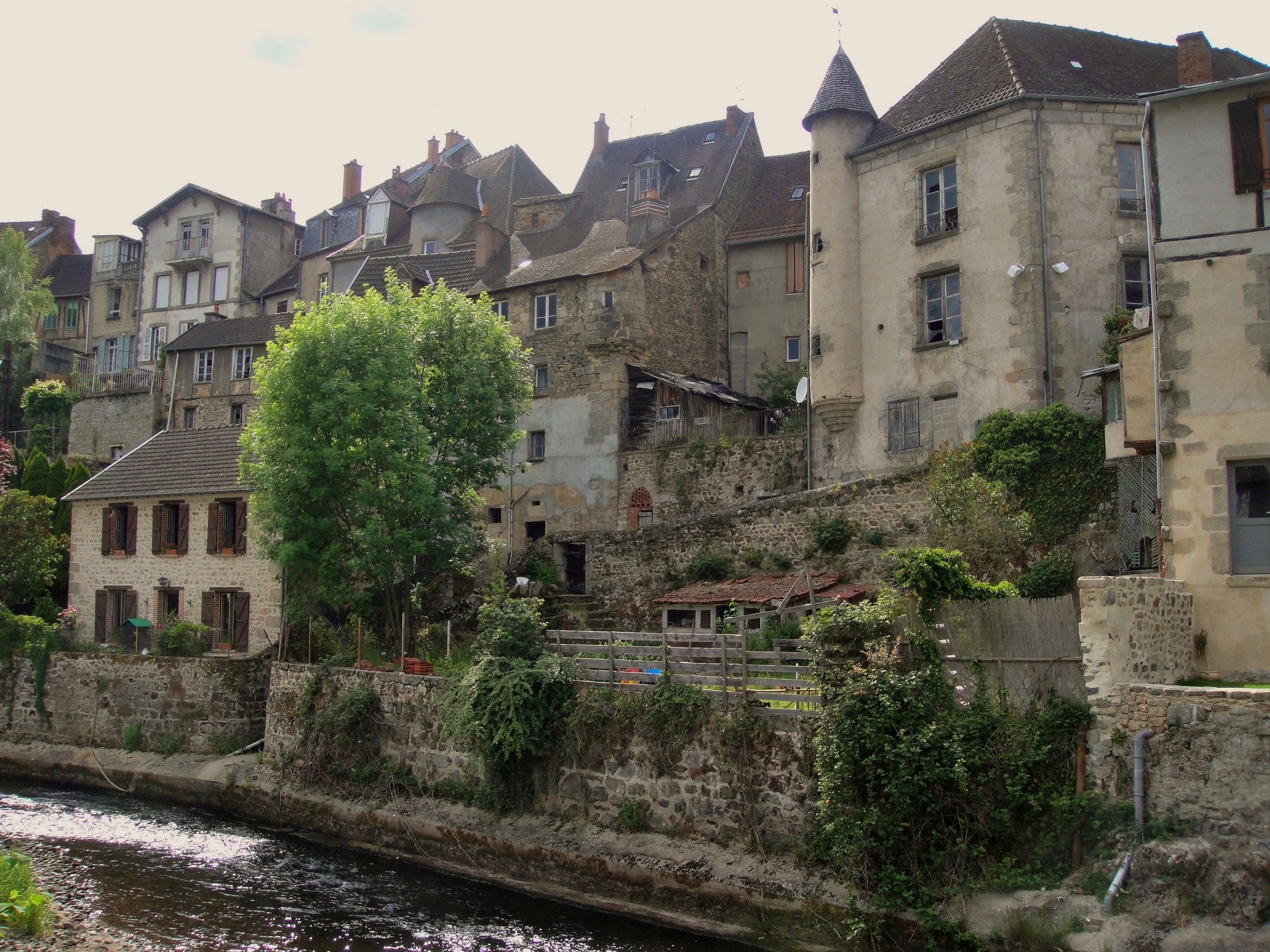
Gezicht op Aubusson
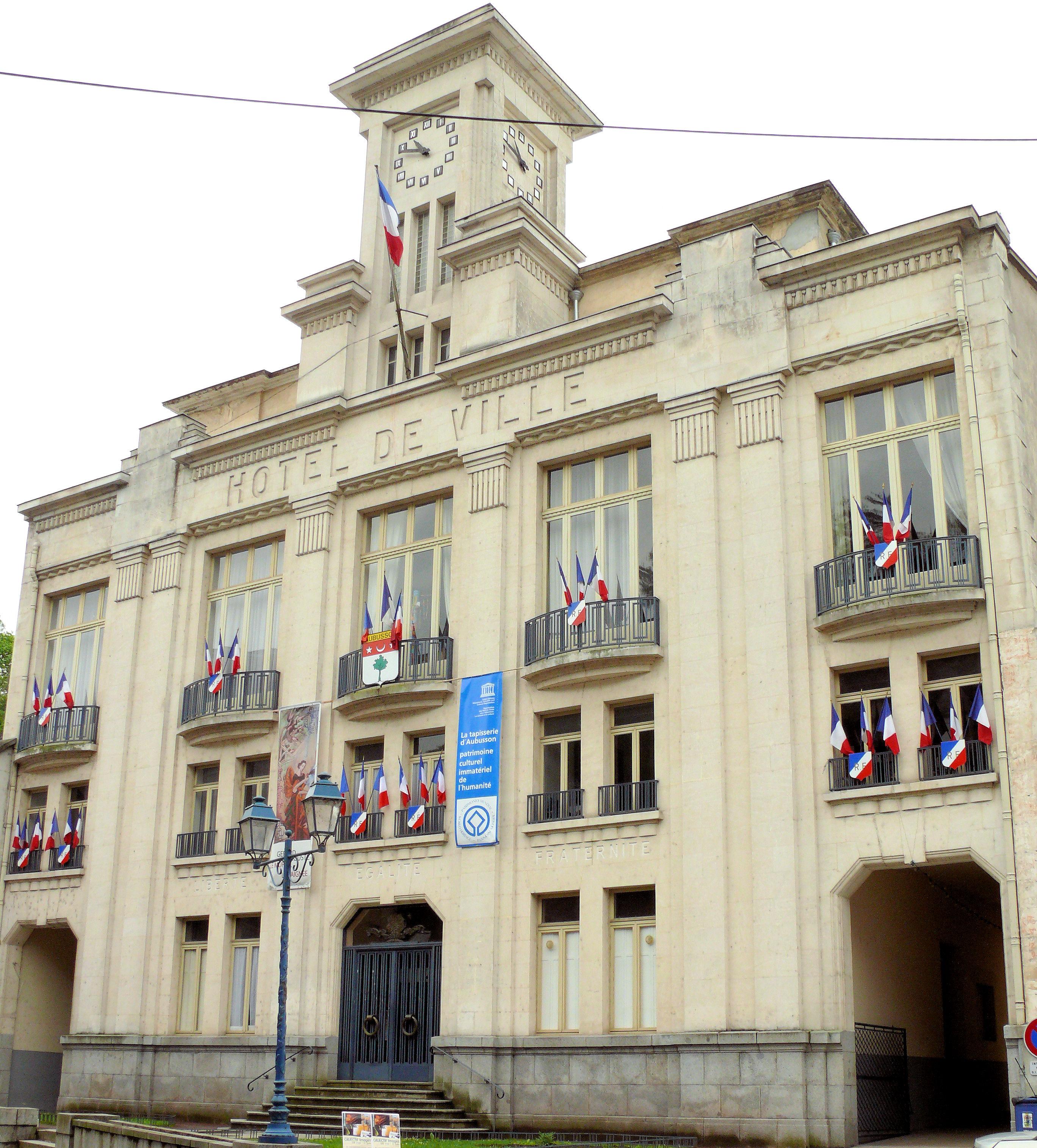
Gemeentehuis
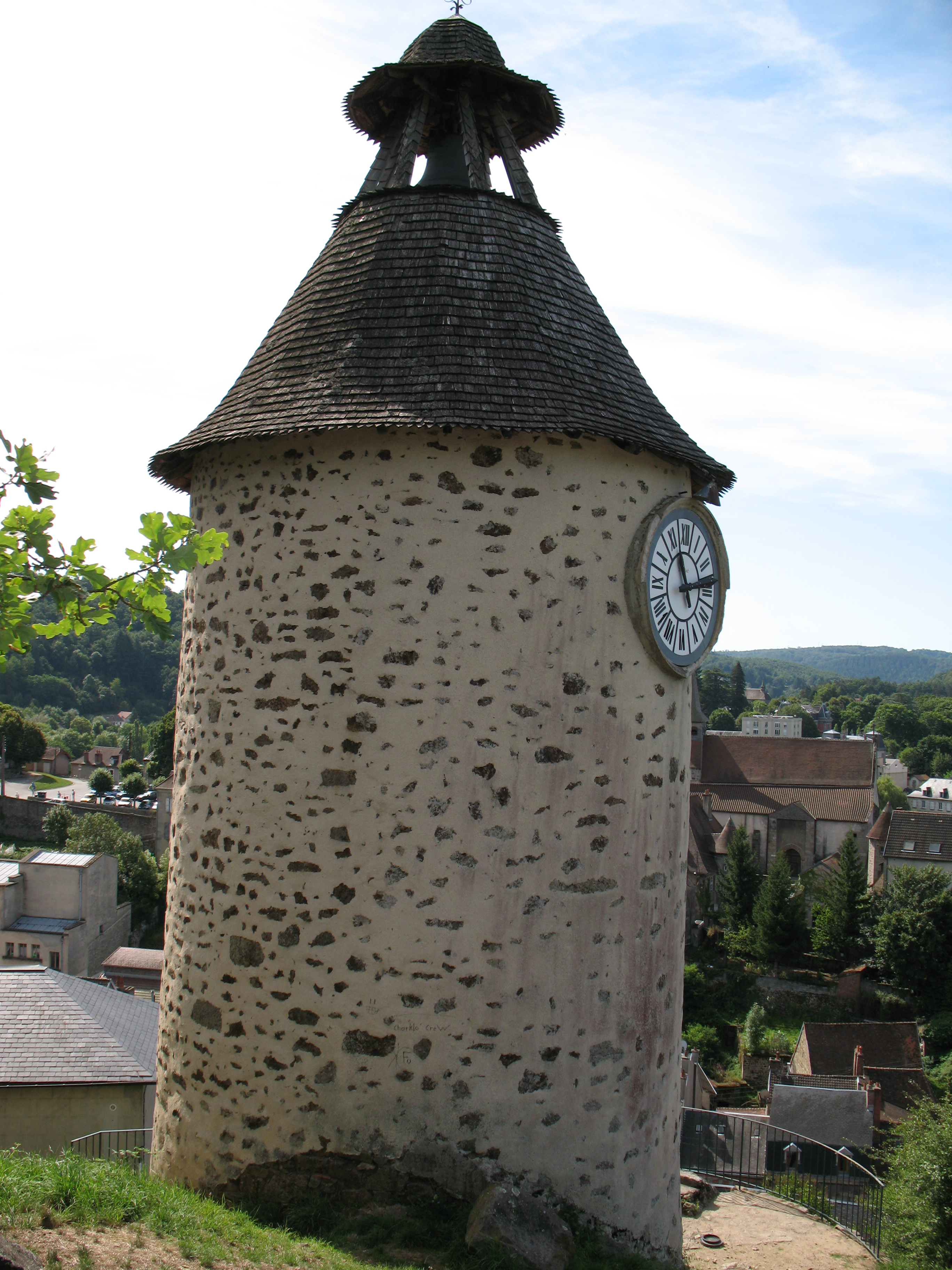
Tour de l'Horloge
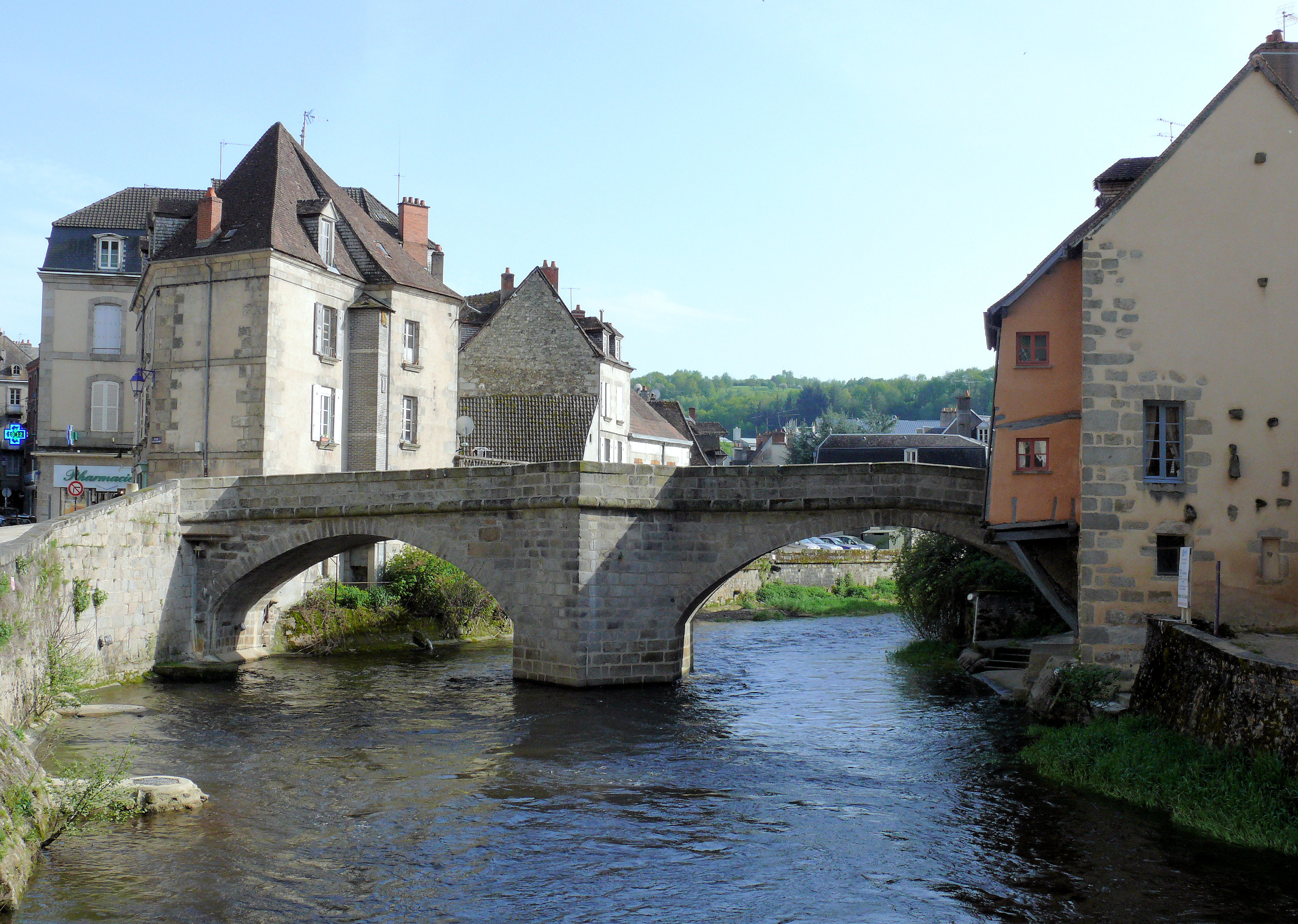
Brug over de Terrade
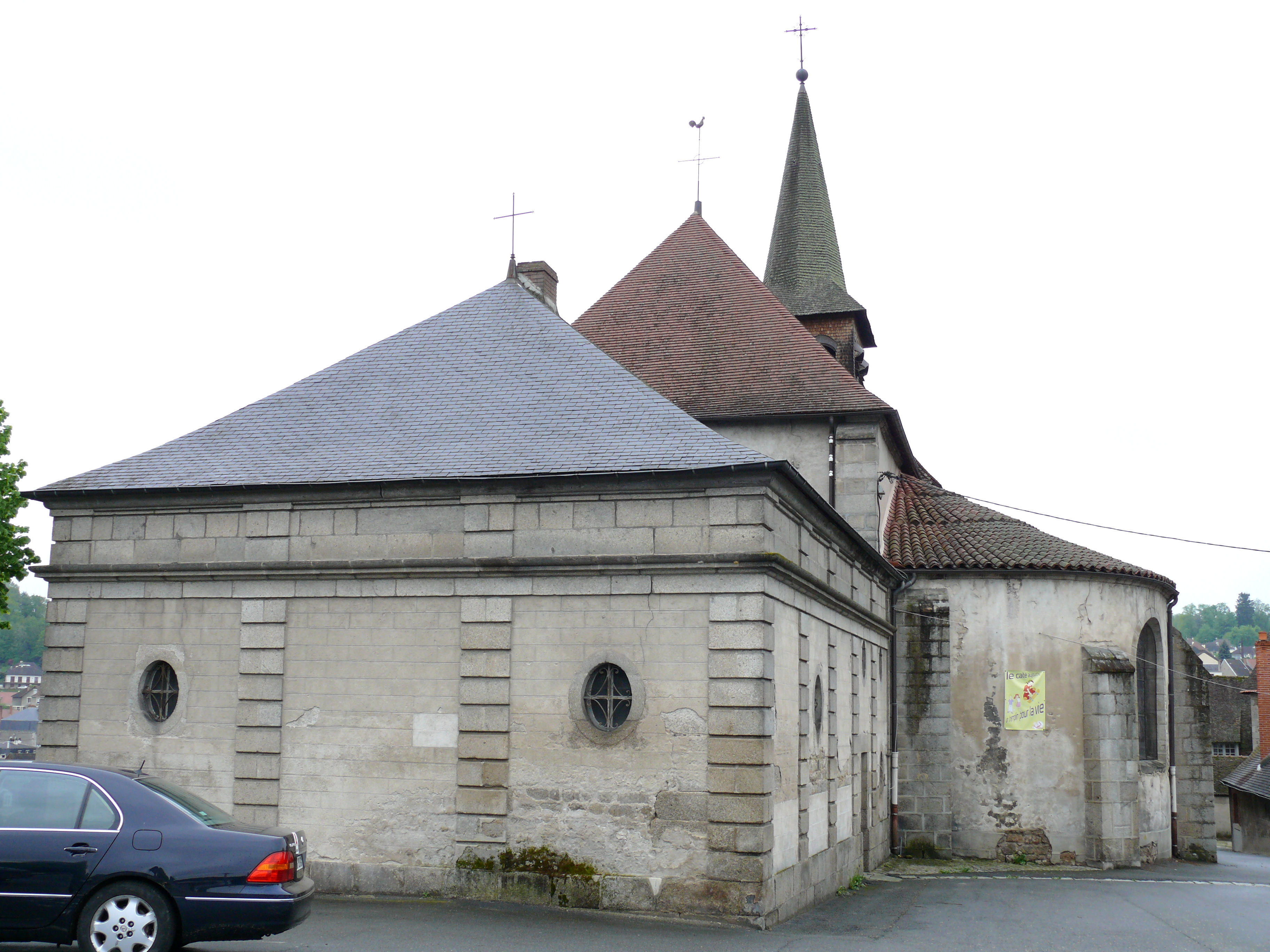
Kerk Sainte-Croix
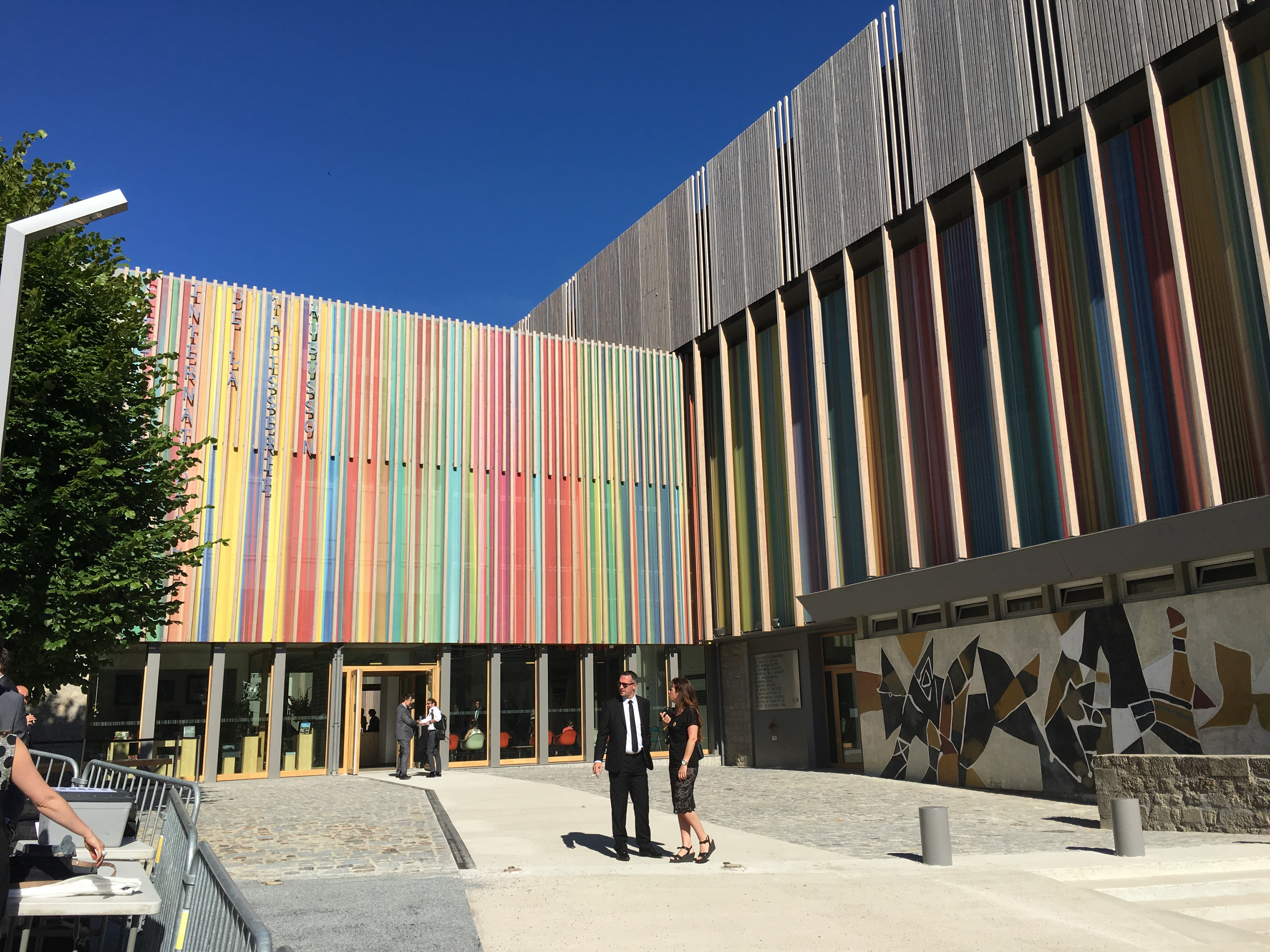
Cité Internationale de la Tapisserie
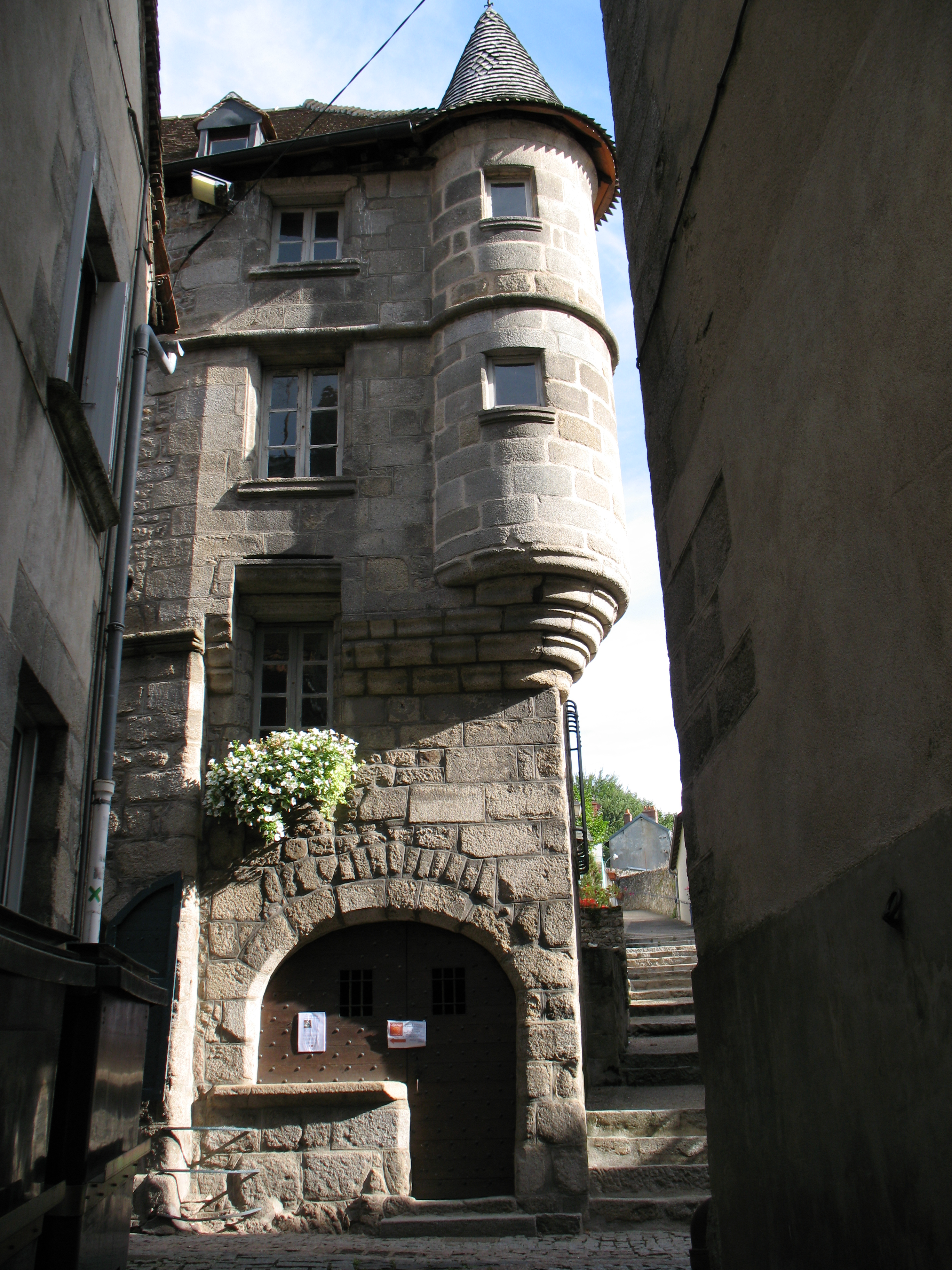
Maison du Tapissier